# انیس بوسعیدی
انیس بوسعیدی (انگلیسی: Anis Boussaïdi؛ زادهٔ ۱۰ آوریل ۱۹۸۱) بازیکن فوتبال اهل تونس است.
از باشگاه‌هایی که در آن بازی کرده‌است می‌توان به باشگاه فوتبال متالورگ دونتسک، باشگاه فوتبال المعب تونس، باشگاه فوتبال آرسنال کی‌یف، باشگاه فوتبال روستوف، باشگاه فوتبال پائوک، باشگاه فوتبال ردبول زالتسبورگ، باشگاه فوتبال تاوریا سیمفروپول، و باشگاه فوتبال مشلان اشاره کرد.
وی همچنین در تیم ملی فوتبال تونس بازی کرده‌است.